# 3976 Lise
3976 Lise је астероид главног астероидног појаса са пречником од приближно 26,29 .
Афел астероида је на удаљености од 2,946 астрономских јединица (АЈ) од Сунца, а перихел на 2,570 АЈ.
Ексцентрицитет орбите износи 0,068, инклинација (нагиб) орбите у односу на раван еклиптике 12,729 степени, а орбитални период износи 1673,824 дана (4,582 године).
Апсолутна магнитуда астероида је 11,60 а геометријски албедо 0,058.
Астероид је откривен 6. маја 1983. године.